# John Francis Loudon
John Francis Loudon (Rotterdam, 21 mei 1821 - Den Haag, 24 augustus 1895) was kamerheer des Konings in buitengewone dienst, hofmaarschalk van prins Alexander en nauw betrokken bij de oprichting van de Billiton Maatschappij.
Hij was een zoon van Alexander Loudon (Tunnadice, Schotland, 1789 - Rotterdam, 1839) en Susanna Gaspardina Valck. Zelf bleef John Francis ongehuwd.
In 1851 bezocht hij de eilanden Bangka en Billiton (huidig Belitung) alwaar hij getuige was van de vondst van het eerste tinerts. Hij hield een dagboek bij over de beginjaren van de Billiton Maatschappij. Toen hij in 1852 terug op het eiland was heersten er ziekten onder het personeel en stierven er tal van mensen, terwijl er geen dokter was. In 1853 werd Loudon zélf ernstig ziek. Hij zocht vervanging en keerde uiteindelijk in augustus 1855 terug. Niet lang daarna legde hij zijn werkzaamheden voor Billiton neer.
Hierna legde hij zich onder meer toe op het verzamelen van kunst. Zijn verzameling Delfts blauw bevindt zich sinds 1919 in het Rijksmuseum Amsterdam.
Van belang is zijn dagboek over de pioniersarbeid op Billiton dat hij van 12 juni 1851 tot 20 november 1853 nauwgezet bijhield en dat hij als leidraad gebruikte bij zijn boek: De eerste jaren der Billiton-onderneming dat in 1883 uitkwam.
Toen hij overleed liet hij zijn erfgenamen een ijzeren trommel na die vele documenten bevatte omtrent de begintijd van Billiton. De belangrijkste aantekeningen zijn in combinatie met het dagboek gepubliceerd in het boek "De ontdekking van Tin op het eiland Billiton".

## Opmerking
De hier beschreven John Francis Loudon de oudere moet niet worden verward met John Francis Loudon (Djokjakarta, 1844 - Semarang, 1881), de jongere die controleur was te Benkoelen en een generatie later optrad.